# Byttneria idroboi
Byttneria idroboi är en malvaväxtart som beskrevs av C.L. Cristobal. Byttneria idroboi ingår i släktet Byttneria och familjen malvaväxter. Inga underarter finns listade i Catalogue of Life.